# San Fernando Hill
Der San Fernando Hill (spanisch Cerro San Fernando, in Chile Cerro Benavides) ist ein 650 m hoher Hügel auf der westantarktischen James-Ross-Insel. Er ragt nordöstlich des Matkah Point auf.
Argentinische Wissenschaftler benannten ihn 1979 im Zuge geologischer Arbeiten. Das UK Antarctic Place-Names Committee übertrug diese Benennung 1988 ins Englische. Namensgeber der chilenischen Benennung ist Pedro Benavides Becerra von der Fuerza Aérea de Chile, Teilnehmer an der 21. Chilenischen Antarktisexpedition (1966–1967).